# 勝利の剣

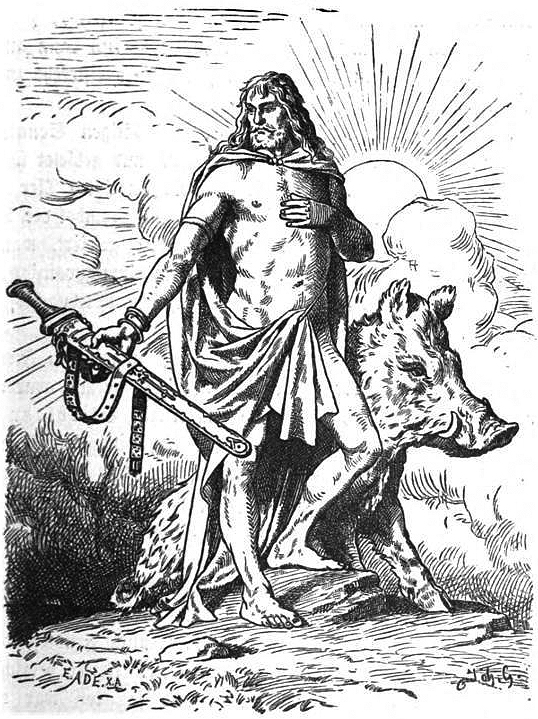
ヨハンズ・ゲールツ作フレイ

勝利の剣（しょうりのけん）とは、北欧神話に登場する太陽と夏と晴天の神フレイの剣である。自動で戦える武器の1つで、フレイが巨人ギュミルの娘ゲルズへ求婚した際、その使者の役を担ったフレイの召使いスキールニルに褒美として与えている。フレイは、この剣を持っていなかったため、ラグナロクでスルトに敗れ死ぬこととなる。

## 北欧神話
Prose Edda
フレイはスキールニルにゲルズを連れてくるように頼み、スキールニルが剣を要求し、渡している。その後、巨人ベリと戦うことになるが、剣が無かったため雄鹿の枝角で倒した。
「フレイは素手でもベリを倒すことができたが、しかしラグナロクが到来しムスペルの子らと戦う時には剣がないのを悔いるだろう」という趣旨の記述がある。
Poetic Edda
スルトによってフレイを倒すのに使用された。